# Municipi de Fredericia
El municipi de Fredericia és un municipi danès situat al sud de la península de Jutlàndia abastant una superfície de 134 km². Està unit a l'illa de Fiònia amb ponts sobre l'estret del Petit Belt (Lillebælt). La Reforma Municipal Danesa del 2007 no el va afectar territorialment però el va ubicar a la nova Regió de Syddanmark. Forma part de la Regió metropolitana de l'est de Jutlàndia.
La ciutat més important i seu administrativa del municipi és Fredericia (39.484 habitants el 2009). Altres poblacions del municipi són:
- Bøgeskov
- Bredstrup
- Egeskov
- Herslev
- Østerby
- Pjedsted
- Skærbæk
- Snoghøj
- Taulov
- Trelde

## Consell municipal
Resultats de les eleccions del 18 de novembre del 2009:
| Partit                       | vots | % vots |
| ---------------------------- | ---- | ------ |
| Socialdemokratiet            | 7353 | 28,3   |
| Det Radikale Venstre         | 196  | 0,8    |
| Det Konservative Folkeparti  | 2072 | 8,0    |
| Socialistisk Folkeparti      | 4377 | 16,8   |
| Liberal Alliance             | 291  | 1,1    |
| Dansk Folkeparti             | 2566 | 9,9    |
| Fredericia Udvikling         | 532  | 2,0    |
| Borgergruppen                | 1403 | 5.4    |
| Venstre                      | 6985 | 26,9   |
| Enhedslisten - De Rød-Grønne | 209  | 0,8    |

### Alcaldes
| Alcalde             | Període               | Partit            |
| ------------------- | --------------------- | ----------------- |
| Uffe Steiner Jensen | 1-1-2007 a 31-12-2009 | Socialdemokratiet |
|                     | 1-1-2010 a 31-12-2013 |                   |